# Клір-Лейк (Айова)
Клір-Лейк (англ. Clear Lake) — місто (англ. city) в США, в окрузі Серро-Гордо штату Айова. Населення — 7687 осіб (2020).

## Географія
Клір-Лейк розташований за координатами 43°8′6″ пн. ш. 93°22′25″ зх. д. / 43.13500° пн. ш. 93.37361° зх. д. (43.135090, -93.373651).  За даними Бюро перепису населення США в 2010 році місто мало площу 34,80 км², з яких 27,96 км² — суходіл та 6,83 км² — водойми.

### Клімат
| Клімат : Клір-Лейк      | Клімат : Клір-Лейк | Клімат : Клір-Лейк | Клімат : Клір-Лейк | Клімат : Клір-Лейк | Клімат : Клір-Лейк | Клімат : Клір-Лейк | Клімат : Клір-Лейк | Клімат : Клір-Лейк | Клімат : Клір-Лейк | Клімат : Клір-Лейк | Клімат : Клір-Лейк | Клімат : Клір-Лейк | Клімат : Клір-Лейк |
| Показник                | Січ.               | Лют.               | Бер.               | Квіт.              | Трав.              | Черв.              | Лип.               | Серп.              | Вер.               | Жовт.              | Лист.              | Груд.              | Рік                |
| Абсолютний максимум, °C | 16,7               | 18,9               | 28,9               | 33,9               | 34,4               | 39,4               | 40,0               | 38,3               | 36,1               | 35,0               | 26,1               | 19,4               | 40,0               |
| Середній максимум, °C   | −3,9               | −1,1               | 5,6                | 14,4               | 21,1               | 26,7               | 28,3               | 27,2               | 22,8               | 15,6               | 6,1                | −2,2               | 13,4               |
| Середня температура, °C | −8,9               | −6,1               | 0,6                | 8,3                | 15,0               | 20,6               | 22,2               | 21,1               | 16,1               | 9,4                | 1,1                | −6,7               | 7,8                |
| Середній мінімум, °C    | −13,9              | −11,1              | −4,4               | 1,7                | 8,3                | 13,9               | 16,1               | 14,4               | 9,4                | 2,8                | −4,4               | −11,7              | 1,8                |
| Абсолютний мінімум, °C  | −35                | −35,6              | −33,3              | −14,4              | −5,6               | 2,2                | 5,6                | 1,7                | −4,4               | −11,1              | −26,7              | −32,2              | −35,6              |
| Норма опадів, мм        | 20                 | 28                 | 56                 | 97                 | 119                | 130                | 119                | 102                | 84                 | 64                 | 48                 | 30                 | 897                |
| ----------------------- | ------------------ | ------------------ | ------------------ | ------------------ | ------------------ | ------------------ | ------------------ | ------------------ | ------------------ | ------------------ | ------------------ | ------------------ | ------------------ |
| Джерело: weather.com    |                    |                    |                    |                    |                    |                    |                    |                    |                    |                    |                    |                    |                    |

## Демографія
Згідно з переписом 2010 року, у місті мешкало 7777 осіб у 3507 домогосподарствах у складі 2087 родин. Густота населення становила 223 особи/км².  Було 4423 помешкання (127/км²).
Расовий склад населення:
| - 96,3 % — білих - 1,2 % — азіатів - 0,5 % — чорних або афроамериканців - 0,1 % — корінних американців |

До двох чи більше рас належало 1,4 %. Частка іспаномовних становила 2,2 % від усіх жителів.
За віковим діапазоном населення розподілялося таким чином: 20,7 % — особи молодші 18 років, 59,1 % — особи у віці 18—64 років, 20,2 % — особи у віці 65 років та старші. Медіана віку мешканця становила 46,3 року. На 100 осіб жіночої статі у місті припадало 93,2 чоловіків;  на 100 жінок у віці від 18 років та старших — 88,4 чоловіків також старших 18 років.
Середній дохід на одне домашнє господарство  становив 65 294 долари США (медіана — 49 219), а середній дохід на одну сім'ю — 77 534 долари (медіана — 63 613). Медіана доходів становила 45 565 доларів для чоловіків та 31 715 доларів для жінок. За межею бідності перебувало 15,9 % осіб, у тому числі 20,7 % дітей у віці до 18 років та 13,0 % осіб у віці 65 років та старших.
Цивільне працевлаштоване населення становило 3791 осіб. Основні галузі зайнятості: освіта, охорона здоров'я та соціальна допомога — 27,2 %, виробництво — 14,9 %, мистецтво, розваги та відпочинок — 10,9 %, роздрібна торгівля — 10,4 %.